# Salón de la Fama del Balonmano Europeo
El Salón de la Fama del Balonmano Europeo (inglés EHF Circle of Excellence) es un recinto que honra a los balonmanistas más destacados de la historia. Su apertura coincidió con los premios a los mejores jugadores de la temporada 2022/23 de la Federación Europea de Balonmano. Quisieron hacerlo coincidir con el trigésimo aniversario de la fundación de la EHF.

### Inauguración en 2023
El salón, que no tiene sede definida, fue inaugurado el año 2023 con la ceremonia de incorporación de los primeros sesenta miembros (treinta y dos hombres y veintiocho mujeres), que tuvo lugar en la ciudad de Viena el día 27 de junio. Esos primeros miembros se eligieron entre los últimos 30 años, a razón de 2 jugadores por cada temporada y destacan jugadores legendarios como el siete veces ganador de la Liga de Campeones de la EHF el español Andrei Xepkin, el Campeón de Europa, del Mundo y Olímpico francés Thierry Omeyer o la ganadora de seis Ligas de Campeones Bojana Popovic.
Michael Wiederer, el presidente de la EHF, inauguró el salón honrando a las leyendas del balonmano europeo durante los últimos 30 años e inauguró también los Premios a la Excelencia de la Federación Europea de Balonmano (en inglés EHF Excellence Awards).

## Miembros
- Miembros del Salón de la Fama del Balonmano Europeo